# Деспина Ванди
Деспина Малеа (грч. Δέσποινα Μαλέα; уметничко име Деспина Ванди грч. Δέσποινα Βανδή; Тибинген, 22. јул 1969) грчка је певачица.

## Биографија
Продала је скоро 2 милиона албума само у Грчкој. У својој земљи, према интервјуима и публикацијама, она важи за водећу „супер“ звезду (the ultimate pop star). Једина је грчка звезда способна да оствари интернационалну каријеру. Деспина је до сад радила са свим великим именима грчке модерне поп музике, а њене концерте проглашавају за најбоље и најпосећеније у Грчкој и на Кипру. Деспина је мајка ћерке Мелине и сина Јоргоса, који су плод љубави ње и њеног мужа, Демиса Николаидиса, бившег интернационалног фудбалера и садашњег председника фудбалског клуба АЕК. У браку су били до 2021.

## Порекло
Иако је Деспина рођена у Немачкој, њена фамилија потиче из места Кавала у Грчкој, где су се сви заједно и вратили када је Деспина имала 6 година. Као последица тога, она никада није научила немачки језик, за разлику од своје фамилије. Наставила је да студира психологију, филозофију и едукацију на универзитету у Солуну.
Деспина и Демис су најбогатији грчки пар који је Discovery Channel America уврстио у Топ 10 најбогатијих парова Европе и 2005. проценио њихово богатство на 45 милиона евра.
Николаидисови су, ипак, 2010. упали у кризу и продали своју вилу у елитном делу Атине, Кифисији, за 12 милиона евра и преселили се у предграђе Вулу.
Деспина је познати фан Порше марке аутомобила.

## Певачка каријера
2003. године Деспина је започела интернационалну каријеру. Њена прва три интернационална сингла, Gia (2003), Opa Opa (2004) и Come Along Now (2005) били су пласирани високо на светским лествицама, што је за грчку музику догађај какав јој деценијама није био приређен. Први њени албуми који су интернационално дистрибуисани названи су управо по песмама Gia и Come Along Now.
Радови су јој ремиксовани од многих ди-џејева и продуцената као што су Арманд ван Хелден, Милк & Шугер, Ник Скиц, Роџер Санчез, Џуниор Васкез, Пете Тонг, Бас Бамперс, Ди-џеј Грегори, Левл Ка, XTM, Минимал Чик и Хајпес, између осталих.
Ванди је достигла и ниво успеха на „денс“ радију у Америци који је познат по ретком пуштању било какве стране или техно музике. Проминентне „ритмичке“ и техно радио-станице широм Америке су подупрле оба њена сингла. Деспина је такође прва грчка певачица која је икад ушла у Billboard US Hot Club Play Chart и први грчки извођач који је ушао у UK Singles Chart после много година.
Снимци Gia и Opa Opa проглашени су снимцима недеље (Records of The Week) на Би-би-Сијевом радио шоу. Деспина Ванди је свакако освојила још и многа међународна признања, између осталих и "Певачица године 2005." у Монте Карлу.

## Дискографија
Студијски албуми
- Gela Mou (1994) (продато преко 14,000)
- Esena Perimeno (1996) (продато преко 18,000)
- Deka Endoles (1997) (дупла платина, продато преко 100,000)
- Profities (1999) (трострука платина, продато преко 150,000)
- Gia (2001) (4 пута платина, продато преко 300,000)
- Stin Avli tou Paradisou (2004) (дупла платина, продато преко 80,000)
- Deka hronia mazi (2007) (платина, продато преко 50,000)
- C'est la vie (2010) (дупла платина, продато преко 100,000)
- Allaksa (2012) (дупла платина, продато преко 100,000)[3][4][5]
- De me stamatises (2014) (трострука платина, продато преко 150,000)
- Afti einai h diafora mas (2016) (најпродаванији албум у Грчкој и на Кипру за 2016, злато)

Це-де синглови
- Spania (Це-де сингл, платина, продато преко 30,000)
- Ypofero (Це-де сингл, 8 пута платина, продато преко 250,000, најуспешнији сингл свих времена у Грчкој, награђено од Ричард Брансона)
- Ade Gia (Це-де сингл, дупла платина, продато преко 40,000)
- Gia (Це-де сингл, злато, продато преко 10,000)
- Opa Opa (Це-де сингл) (продато преко 8,000)
- Come Along Now (Це-де сингл, платина, продато преко 30,000, званична песма 2004. године Olympics Coca Cola кампање)
- Jambi (Це-де сингл,4 пута платина, продато преко 80,000)

Компилације и мешовито
- The Best (of) (златно, продато преко 30,000)
- Gia Collector's Edition (Geia + Ante Geia) (6 пута платина, продато преко 600,000)
- Live (платина, продато преко 50,000)
- Ta Laika tis Despinas
- Despina Vandi Ballads
- Despina Vandi Денс
- Stin Avli Tou Paradisou Special Edition (дупла платина, продато преко 110,000, овлашћено код Хевн Мјузик)

Локална продаја (небројана интернационална продаја.) Све скупа отприлике 1.950.000 за 20 година.